# 현풍 추보당
현풍 추보당(玄風 追報堂)은 대한민국 대구광역시 달성군에 있는 조선시대의 건축물이다. 2015년 5월 11일 대구광역시의 문화재자료 제56호로 지정되었다.

## 개요
현풍 추보당은 현풍면 대리 솔례마을 현풍곽씨 집성촌에서 곽안방(郭安邦)의 제사를 모시기 위해 지어진 제청(祭廳)이다. 전체적 구성수법이 조선 후기의 법식을 기초로 한 단아한 격식을 갖추고 있고, 재실과 문중강학소로서의 이중적 기능을 갖도록 의도된 점, 종택과 제청이 함께 구성된 점 등은 매우 특징적이고 그 사례 또한 흔치 않다. 그러므로 추보당은 구조적 특성보다 재실건축과 관련된 건축개념과 건축정신적 측면에서 그 의미가 평가될 필요가 있을 것이며, 전통건축과 민속적 연구를 위한 중요한 자료적 가치가 있다.

## 참고 문헌
- 현풍 추보당 - 국가유산청 국가유산포털